# Anita Page
Anita Page (ur. 4 sierpnia 1910, zm. 6 września 2008) – amerykańska aktorka filmowa.

## Filmografia
- 1925: A Kiss for Cinderella
- 1928: Nasze roztańczone córki jako Ann 'Annikins'
- 1929: Melodia Broadwayu
- 1929: Hollywood Revue
- 1929: Our Modern Maidens
- 1930: Free and Easy (wyświetlany w Polsce pod tytułem Impresarjo[1]) jako Elvira
- 1930: Wojenna pielęgniarka jako Joy
- 2000: Witchcraft XI: Sisters in Blood jako Siostra Seraphina
- 2010: Frankenstein Rising jako Elizabeth Frankenstein

## Wyróżnienia
Posiada swoją gwiazdę na Hollywoodzkiej Alei Gwiazd.